# Auneuil (fosta comună)

Auneuil este o comună în departamentul Oise, Franța. În 1 ianuarie 2018 avea o populație de 2.679 de locuitori.